# Exciter (canción)
«Exciter» es una canción de la banda británica de heavy metal Judas Priest, incluida como la pista inicial del álbum Stained Class de 1978. Fue escrita por Rob Halford y Glenn Tipton, cuyas letras tratan sobre una entidad de fuego de origen cósmico que llega a la Tierra como un mesías, pero similar a un dictador. Es considerada como una de las primeras pautas de lo que sería más tarde el speed metal, por sus rápidos doble bombos y por su riff acelerado.

## Juicio de 1990
Durante el juicio legal a la que fue sometida la banda en 1990 se reprodujo a la inversa, donde la corte escuchó la frase «I asked for a peppermint, I asked for her to get one», que en español es «le pregunté por una menta, le pregunté a ella para conseguirlos». Esta acción se hizo luego que los demandantes especificaron que esta canción como «Better By You, Better Than Me» eran las incitadoras al intento de suicidio de dos de sus fanáticos. Halford afirmó que al escuchar cualquier canción al revés, el cerebro era capaz de formar frases tan ridículas como esta.

## Músicos
- Rob Halford: voz
- K.K. Downing: guitarra eléctrica
- Glenn Tipton: guitarra eléctrica
- Ian Hill: bajo
- Les Binks: batería